# James Rodríguez
James David Rodríguez Rubio (Cúcuta, 12 juli 1991) is een Colombiaans voetballer die meestal als middenvelder speelt. Hij staat sinds augustus 2024 onder contract bij het Spaanse Rayo Vallecano. Rodríguez debuteerde in 2011 in het Colombiaans voetbalelftal. Drie jaar later nam hij met Colombia deel aan het WK 2014 in Brazilië, waar hij met zes doelpunten topscorer van het toernooi werd.

## Carrière

### Voetballer

#### Zuid-Amerika
Rodríguez begon zijn professionele voetbalcarrière in 2006 bij het Colombiaanse Envigado Fútbol Club, dat in de op een na hoogste divisie van Colombia speelde. In 2007 promoveerde James Rodríguez samen met de club. In 2008 tekende hij bij het Argentijnse Banfield, waar hij op 7 februari 2009 zijn debuut maakte. Hij maakte zijn eerste doelpunt voor die club op 27 februari tegen Rosario. In de strijd om de Copa Libertadores 2010 maakte Rodríguez vijf doelpunten in zeven wedstrijden.

#### Porto

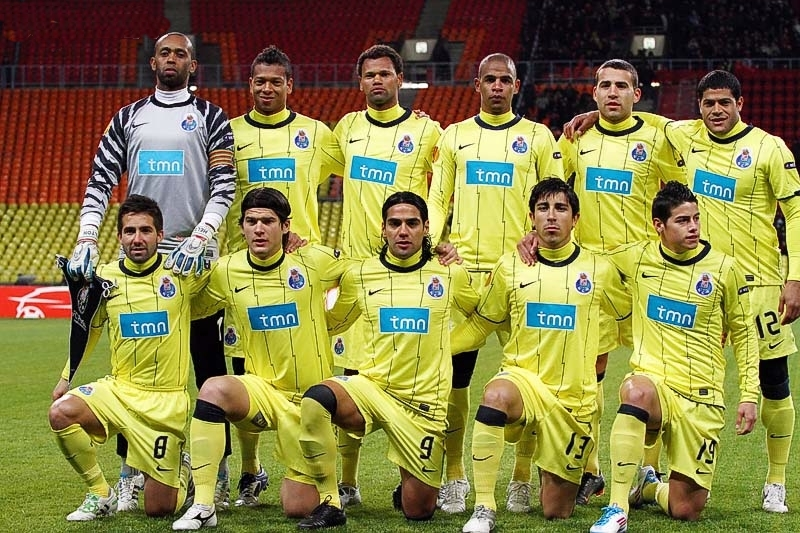
James Rodríguez (rechts onderaan) met FC Porto

Op 6 juli 2010 tekende James Rodríguez een contract bij FC Porto. Porto betaalde ruim vijf miljoen euro voor zeventig procent van de rechten van de speler. Hij tekende een contract voor vier jaar met een opstapclausule van dertig miljoen euro. Later verkocht Porto nog eens tien procent van zijn rechten op de speler aan derden. Op 18 juli speelde hij zijn eerste wedstrijd voor Porto tegen AFC Ajax in een vriendschappelijke wedstrijd. Hij scoorde direct bij dit debuut. In november verkocht Porto 35% extra van Rodríguez' transferrechten aan Gol Football Luxembourg, S.A.R.L. voor tweeënhalf miljoen euro. Op 15 december 2010 maakte Rodríguez zijn eerste Europese doelpunt in een duel in de UEFA Europa League tegen CSKA Sofia (3–1). Op 17 mei kocht Porto de overige 30% transferrechten van Convergence Capital Partners B.V. voor 2,25 miljoen euro. Op 13 juni tekende Rodríguez een nieuw contract voor vijf jaar, dat nu een opstapclausule van vijfenveertig miljoen euro bevatte. In het seizoen 2012/2013 werd James Rodríguez belangrijker voor FC Porto. Hij kreeg het rugnummer 10 toebedeeld en werd een vaste kracht in het basiselftal. Na zes speeldagen in het nieuwe seizoen had hij drie doelpunten en vier assists achter zijn naam, waarvan twee op zijn ploegmaat en mede-international Jackson Martínez.
In de UEFA Champions League maakte Rodríguez in het seizoen 2012/13 het enige doelpunt in de thuiswedstrijd tegen de Franse grootmacht Paris Saint-Germain. Een paar dagen later schoot hij een strafschop raak tegen aartsrivaal Sporting CP. Porto won met 2–0. James Rodríguez won tweemaal op een rij de SJPF Player of the Month award. In de met 3–2 gewonnen CL-wedstrijd tegen Dinamo Kiev gaf hij de assist voor het doelpunt van Jackson Martínez.

#### Monaco
Op 24 mei 2013 werd bekend dat AS Monaco een akkoord had bereikt met Porto over de aankoop van Rodríguez en zijn ploeggenoot João Moutinho. Monaco betaalde het bedrag van zeventig miljoen euro aan FC Porto voor beide spelers. Rodríguez tekende een contract voor vijf seizoenen en kreeg het rugnummer 10. In het seizoen 2013/14 speelde hij mee in 34 competitieduels, waarin hij negenmaal scoorde. De aanvallende middenvelder brak echter helemaal door op het wereldkampioenschap 2014 met Colombia. James Rodríguez werd topschutter met zes doelpunten. Zijn tweede doelpunt tegen Uruguay werd tot doelpunt van het toernooi verkozen, later won het ook de Puskás Award 2014.

#### Real Madrid
Op 22 juli 2014 tekende James Rodríguez een zesjarig contract bij Real Madrid. De Spaanse club zou naar verluidt tachtig miljoen euro betaald hebben voor de Colombiaan en hem zeven miljoen euro per jaar gaan betalen. Rodríguez was nooit een vaste basisklant en raakte ontevreden bij Real Madrid. De aanstelling van Zinédine Zidane als hoofdtrainer deed hem echter goed. De Fransman rouleerde zijn team voortdurend en stelde zo ook de reservespelers tevreden. In zijn derde seizoen bij Real Madrid won Rodríguez zowel de Primera Division als de Champions League

#### Bayern München
Real Madrid verhuurde James Rodríguez in juli 2017 voor twee jaar aan Bayern München. Dat bedong daarbij een optie tot koop. De Colombiaan kwam hier te spelen onder Carlo Ancelotti, die eerder ook zijn trainer was bij Real Madrid. Bayern maakte geen gebruik van de optie tot koop.

#### Terug bij Real Madrid
In seizoen 2019/20 keerde James terug naar Real, waar trainer Zinédine Zidane hem in de competitie slechts acht keer benutte.

#### Everton
In september 2020 tekende James een tweejarig contract bij Everton en betaalde naar verluidt circa 22 miljoen euro voor de middenvelder.

#### Al-Rayyan
In september 2021 vertrok James naar Al-Rayyan.

#### Olympiakos
Op 15 September 2022 sloot James Rodríguez zich aan bij Grieks kampioen Olympiakos. Op 13 april 2023 werd het contract van James ontbonden.

#### São Paulo
Eind juli 2023 tekende James een tweejarig contract bij São Paulo, uitkomend in de Campeonato Brasileiro Série A. Na een jaar verliet hij de Braziliaanse club alweer.

#### Rayo Vallecano
Na een succesvolle Copa América en zijn contractontbinding in Brazilië keerde Rodríguez terug op de Europese voetbalvelden. Hij tekende een contract voor één seizoen bij het Spaanse Rayo Vallecano.

## Clubstatistieken
| Seizoen     | Club               | Competitie       | Competitie | Competitie | Competitie | Beker | Beker | Beker | Internationaal | Internationaal | Internationaal | Totaal | Totaal | Totaal |
| Seizoen     | Club               | Competitie       | Wed.       | Dlp.       | Ass.       | Wed.  | Dlp.  | Ass.  | Wed.           | Dlp.           | Ass.           | Wed.   | Dlp.   | Ass.   |
| ----------- | ------------------ | ---------------- | ---------- | ---------- | ---------- | ----- | ----- | ----- | -------------- | -------------- | -------------- | ------ | ------ | ------ |
| 2008/09     | Banfield           | Primera Division | 12         | 1          | 0          | 0     | 0     | 0     | —              | —              | —              | 12     | 1      | 0      |
| 2009/10     | Banfield           | Primera Division | 30         | 4          | 6          | 0     | 0     | 0     | 8              | 5              | 1              | 38     | 9      | 7      |
| Club Totaal | Club Totaal        | Club Totaal      | 42         | 5          | 6          | 0     | 0     | 0     | 8              | 5              | 1              | 50     | 10     | 7      |
| 2010/11     | FC Porto           | Primeira Liga    | 15         | 2          | 11         | 8     | 3     | 2     | 9              | 1              | 5              | 32     | 6      | 18     |
| 2011/12     | FC Porto           | Primeira Liga    | 26         | 13         | 9          | 4     | 0     | 1     | 8              | 1              | 2              | 38     | 14     | 12     |
| 2012/13     | FC Porto           | Primeira Liga    | 24         | 10         | 9          | 6     | 1     | 2     | 8              | 1              | 1              | 38     | 12     | 12     |
| Club Totaal | Club Totaal        | Club Totaal      | 65         | 25         | 29         | 18    | 4     | 5     | 25             | 3              | 8              | 108    | 32     | 42     |
| 2013/14     | AS Monaco          | Ligue 1          | 34         | 9          | 13         | 4     | 1     | 1     | —              | —              | —              | 38     | 10     | 14     |
| Club Totaal | Club Totaal        | Club Totaal      | 34         | 9          | 13         | 4     | 1     | 1     | 0              | 0              | 0              | 38     | 10     | 14     |
| 2014/15     | Real Madrid        | Primera Division | 29         | 13         | 13         | 6     | 3     | 2     | 11             | 1              | 3              | 46     | 17     | 18     |
| 2015/16     | Real Madrid        | Primera Division | 26         | 7          | 8          | 1     | 0     | 2     | 5              | 1              | 0              | 32     | 8      | 10     |
| 2016/17     | Real Madrid        | Primera Division | 22         | 8          | 6          | 3     | 3     | 3     | 8              | 0              | 3              | 33     | 11     | 12     |
| Club Totaal | Club Totaal        | Club Totaal      | 77         | 28         | 27         | 10    | 6     | 7     | 24             | 2              | 6              | 111    | 36     | 40     |
| 2017/18     | → Bayern München   | Bundesliga       | 23         | 7          | 11         | 4     | 0     | 1     | 12             | 1              | 2              | 39     | 8      | 14     |
| 2018/19     | → Bayern München   | Bundesliga       | 20         | 7          | 4          | 3     | 0     | 1     | 5              | 0              | 1              | 28     | 7      | 6      |
| Club Totaal | Club Totaal        | Club Totaal      | 43         | 14         | 15         | 7     | 0     | 2     | 17             | 1              | 3              | 67     | 15     | 20     |
| 2019/20     | Real Madrid        | Primera Division | 8          | 1          | 1          | 4     | 0     | 1     | 2              | 0              | 0              | 14     | 1      | 2      |
| Club Totaal | Club Totaal        | Club Totaal      | 85         | 29         | 28         | 14    | 6     | 8     | 26             | 2              | 6              | 125    | 37     | 42     |
| 2020/21     | Everton            | Premier League   | 23         | 6          | 4          | 3     | 0     | 4     | —              | —              | —              | 26     | 6      | 8      |
| Club Totaal | Club Totaal        | Club Totaal      | 23         | 6          | 4          | 3     | 0     | 4     | 0              | 0              | 0              | 26     | 6      | 8      |
| 2021/22     | Al-Rayyan          | Stars League     | 12         | 4          | 7          | 3     | 1     | 0     | —              | —              | —              | 15     | 5      | 7      |
| 2022/23     | Al-Rayyan          | Stars League     | 1          | 0          | 0          | 0     | 0     | 0     | —              | —              | —              | 1      | 0      | 0      |
| Club Totaal | Club Totaal        | Club Totaal      | 13         | 4          | 7          | 3     | 1     | 0     | 0              | 0              | 0              | 16     | 5      | 7      |
| 2022/23     | Olympiakos Piraeus | Super League     | 20         | 5          | 6          | 3     | 0     | 0     | —              | —              | —              | 23     | 5      | 6      |
| Club Totaal | Club Totaal        | Club Totaal      | 20         | 5          | 6          | 3     | 0     | 0     | 0              | 0              | 0              | 23     | 5      | 6      |
| 2023        | São Paulo          | Série A          | 12         | 1          | 2          | 0     | 0     | 0     | 2              | 0              | 1              | 14     | 1      | 3      |
| 2024        | São Paulo          | Série A          | 2          | 0          | 0          | 0     | 0     | 0     | 2              | 0              | 0              | 4      | 0      | 0      |
| Club Totaal | Club Totaal        | Club Totaal      | 14         | 1          | 2          | 0     | 0     | 0     | 4              | 0              | 1              | 18     | 1      | 3      |
| 2024/25     | Rayo Vallecano     | Primera Division | 6          | 0          | 0          | 1     | 0     | 1     | —              | —              | —              | 7      | 0      | 1      |
| Club Totaal | Club Totaal        | Club Totaal      | 6          | 0          | 0          | 1     | 0     | 1     | 0              | 0              | 0              | 7      | 0      | 1      |
| 2024/25     | Club León          | Liga MX          | 7          | 2          | 4          | 0     | 0     | 0     | —              | —              | —              | 7      | 2      | 4      |
| Club Totaal | Club Totaal        | Club Totaal      | 7          | 2          | 4          | 0     | 0     | 0     | 0              | 0              | 0              | 7      | 2      | 4      |
| Totaal      | Totaal             | Totaal           | 352        | 100        | 114        | 53    | 12    | 21    | 80             | 11             | 19             | 485    | 123    | 154    |

## Interlandcarrière
In 2007 maakte Rodríguez deel uit van Colombia –17 op het Zuid-Amerikaans kampioenschap onder 17 jaar. Hij maakte eveneens deel uit van de Colombiaanse selectie die in 2011 deelnam aan het wereldkampioenschap voetbal onder 20 in eigen land. Daar verloor de ploeg van bondscoach Eduardo Lara in de kwartfinale van de latere nummer drie Mexico (3–1).
Op 29 september 2011 werd hij voor het eerst opgeroepen voor de Colombiaanse nationale ploeg. Op 11 oktober 2011 maakte hij zijn debuut tegen Bolivia. Hij werd tot man van de wedstrijd verkozen, mede dankzij een assist op Radamel Falcao in de laatste minuut, waardoor Colombia met 1–2 kon winnen. Zijn eerste doelpunt voor Colombia maakte Rodríguez tegen Peru. In de WK-kwalificatiewedstrijd tegen Uruguay gaf Rodríguez twee assists. Colombia won overtuigend met 4–0. Tegen Chili maakte Rodríguez een doelpunt met een langeafstandsschot van dertig meter afstand. Colombia versloeg Chili in eigen huis en zette een grote stap richting WK-kwalificatie. In mei 2014 werd Rodríguez door bondscoach José Pékerman opgenomen in de selectie voor het wereldkampioenschap voetbal in Brazilië.
Rodríguez was een van de uitblinkers tijdens de eindronde. De aanvallende middenvelder werd topscorer met zes doelpunten. Zijn doeltreffende uithaal in het duel met Uruguay in de achtste finales werd naderhand verkozen tot mooiste treffer van het toernooi. Na Pelé, die in 1958 als zeventienjarige zes keer scoorde, was Rodríguez de op een na jongste maker van minimaal zes goals op één WK-eindronde. De laatste die vijfmaal op rij scoorde op een WK, was de Peruviaan Teófilo Cubillas op de WK's van 1970 (vier duels op rij gescoord) en 1978 (één wedstrijd, één treffer).
Bondscoach Pékerman nam Rodríquez hem eveneens mee naar het WK 2018 in Rusland. De Colombianen werden hierop in de achtste finales uitgeschakeld door Engeland (3-4), nadat beide teams in de reguliere speeltijd waren bleven steken op 1-1. Colombia trad in dit duel aan zonder Rodriguez, die te veel last had van een zwelling in zijn kuit. Hij kwam wel in de alle drie groepsduels in actie voor zijn vaderland.
| 1.  | 3 juni 2012       | Estadio Nacional, Lima, Peru                                   | Peru        | 1–0 | 1–0 | Kwalificatieronde WK 2014 |
| 2.  | 11 september 2012 | Estadio Monumental David Arellano, Santiago, Chili             | Chili       | 1–1 | 1–3 | Kwalificatieronde WK 2014 |
| 3.  | 6 september 2013  | Estadio Metropolitano Roberto Meléndez, Barranquilla, Colombia | Ecuador     | 1–0 | 1–0 | Kwalificatieronde WK 2014 |
| 4.  | 5 maart 2014      | Estadi Cornellà-El Prat, Cornellà de Llobregat, Spanje         | Tunesië     | 1–0 | 1–1 | Vriendschappelijk         |
| 5.  | 6 juni 2014       | Estadio Pedro Bidegain, Buenos Aires, Argentinië               | Jordanië    | 1–0 | 3–0 | Vriendschappelijk         |
| 6.  | 14 juni 2014      | Mineirão, Belo Horizonte, Brazilië                             | Griekenland | 3–0 | 3–0 | WK 2014                   |
| 7.  | 19 juni 2014      | Estádio Nacional de Brasília, Brasilia, Brazilië               | Ivoorkust   | 1–0 | 2–1 | WK 2014                   |
| 8.  | 24 juni 2014      | Arena Pantanal, Cuiabá, Brazilië                               | Japan       | 1–4 | 1–4 | WK 2014                   |
| 9.  | 28 juni 2014      | Maracanã, Rio de Janeiro, Brazilië                             | Uruguay     | 1–0 | 2–0 | WK 2014                   |
| 10. | 28 juni 2014      | Maracanã, Rio de Janeiro, Brazilië                             | Uruguay     | 2–0 | 2–0 | WK 2014                   |
| 11. | 4 juli 2014       | Estádio Castelão, Fortaleza, Brazilië                          | Brazilië    | 2–1 | 1–2 | WK 2014                   |
| 12. | 14 oktober 2014   | Red Bull Arena, Harrison                                       | Canada      | 1–0 | 1-0 | Vriendschappelijk         |

## Erelijst
| Competitie                    |          |                           |          |          |
| Competitie                    | Aantal   | Jaren                     |          |          |
| Envigado                      | Envigado | Envigado                  | Envigado | Envigado |
| ----------------------------- | -------- | ------------------------- | -------- | -------- |
| Categoría Primera B           | 1×       | 2007                      |          |          |
| Banfield                      |          |                           |          |          |
| Primera División (Apertura)   | 1×       | 2009                      |          |          |
| FC Porto                      |          |                           |          |          |
| UEFA Europa League            | 1×       | 2010/11                   |          |          |
| Primeira Liga                 | 3×       | 2010/11, 2011/12, 2012/13 |          |          |
| Taça de Portugal              | 1×       | 2010/11                   |          |          |
| Supertaça Cândido de Oliveira | 1×       | 2012                      |          |          |
| Real Madrid                   |          |                           |          |          |
| FIFA Club World Cup           | 2×       | 2014, 2016                |          |          |
| UEFA Champions League         | 2×       | 2015/16, 2016/17          |          |          |
| UEFA Super Cup                | 2×       | 2014, 2016                |          |          |
| Primera División              | 2×       | 2016/17, 2019/20          |          |          |
| Supercopa de España           | 1×       | 2019/20                   |          |          |
| Bayern München                |          |                           |          |          |
| Bundesliga                    | 2×       | 2017/18, 2018/19          |          |          |
| DFB-Pokal                     | 1×       | 2018/19                   |          |          |
| São Paulo                     |          |                           |          |          |
| Copa do Brasil                | 1×       | 2023                      |          |          |

- Biblioteca Nacional de Chile: 000851791
- Biblioteca Nacional de España: XX5548599
- International Standard Name Identifier: 0000 0004 5096 764X
- Library of Congress Control Number: no2015075047
- Bibliotheek van het Japanse parlement: 001212781
- Virtual International Authority File: 316745308
- WorldCat: E39PBJv8BDmwHy9rmdtCbp4Qbd

1 Cárdenas ·
2 Rațiu ·
3 Chavarría ·
4 Díaz ·
5 Aridane ·
6 Ciss ·
7 Isi ·
8 Trejo  ·
9 De Tomás ·
10 James ·
11 Nteka ·
12 Guardiola ·
13 Batalla ·
14 Camello ·
15 Gumbau ·
16 Mumin ·
17 U. López ·
18 Á. García ·
19 de Frutos ·
20 Balliu ·
21 Embarba ·
22 Espino ·
23 Valentín ·
24 Lejeune ·
25 Montiel ·
27 Pelayo ·
29 Méndez ·
Coach: Pérez
· Assistent-coach: Adrián
1 Ospina ·
2 Zapata ·
3 Murillo ·
4 Arias ·
5 Barrios ·
6 Sánchez ·
7 Bacca ·
8 Aguilar ·
9 Falcao  ·
10 Rodríguez ·
11 J. Cuadrado ·
12 Vargas ·
13 Mina ·
14 Muriel ·
15 Uribe ·
16 Lerma ·
17 Mojica ·
18 Díaz ·
19 Borja ·
20 Quintero ·
21 Izquierdo ·
22 J.F. Cuadrado ·
23 Sánchez ·
Coach: Pékerman